# Zsófia Bán
Zsófia Bán (* 23. září 1957, Rio de Janeiro, Brazílie) je maďarská spisovatelka, esejistka a literární kritička.

## Životopis
Narodila se židovským rodičům v Brazílii, v roce 1969 se rodina vrátila do Maďarska. Studovala od roku 1976 do roku 1981 anglistiku a romanistiku v Budapešti, Lisabonu, Minneapolisu a Novém Brunšviku. Pracovala ve filmových ateliérech, jako kurátor a byla vědeckým pracovníkem Maďarské akademie věd a institutu Johna F. Kennedyho v Berlíně. V současné době pracuje jako mimořádný profesor amerikanistiky na univerzitě Loránda Eötvöse.
Ve svých textech se zabývá výtvarným uměním, kulturní pamětí a genderovými otázkami. Povídky a eseje byly přeloženy mimo jiné do němčiny, angličtiny, španělštiny, češtiny a slovinštiny.

## Dílo
- Desire and De-Scription: Words and Images of Postmodernism in the Late Poetry of William Carlos Williams (1999)
- Amerikáner (2000)
- Esti Iskola. Olvasókönyv felnőtteknek (2007)
- Exponált emlék. Családi fényképek a magán- és történelmi emlékezetben (2008)
- Próbacsomagolás (2009)
- Exposed Memory: Family Pictures in Private and Collective Memory (2010)
- Amikor még csak az állatok éltek (2012)
- Amikor még csak az állatok éltek németül: Als nur die Tiere lebten (2014)